# Dubovica
Dubovica és un poble i municipi d'Eslovàquia. Es troba a la regió de Prešov, al nord del país.

## Història
La primera referència escrita de la vila data del 1278.

## Demografia
| Godina             | 1994 | 2004   | 2014   | 2024   |
| ------------------ | ---- | ------ | ------ | ------ |
| Nombre de persones | 1421 | 1477   | 1479   | 1430   |
| Diferència         |      | +3,94% | +0,13% | −3,31% |

| Godina             | 2023 | 2024   |
| ------------------ | ---- | ------ |
| Nombre de persones | 1445 | 1430   |
| Diferència         |      | −1,03% |